# Туш Михайло Никифорович
Туш Михайло Никифорович (* 9 жовтня 1943, Ковчин Чернігівської області — 4 січня 2013) — український політик, поет.

## Біографія
Народився 09 жовтня 1943 року в селі Ковчин, Куликівський району Чернігівської області. Українець.
Захоплення — вірші, гра на баяні, спорт.

## Родина
батько — Никифор Степанович, 1909—1943 рр. — загинув на фронті
мати — Палагея Романівна, 1912 року — колгоспниця, пенсіонерка
дружина — Лідія Михайлівна, 1953 року — учитель математики, Ковчинська середня школа
син — Володимир, 1974 року — працівник УВС Чернігівської області
дочка — Валентина, 1980 року — студент, Чернігівського державного педагогічного університету.

## Освіта
- Одеський фінансово — кредитний технікум, закінчив навчання в 1973 році, фінансист.
- Українська сільськогосподарська академія, економічний факультет, закінчив в 1976 році, «Бухоблік, сільськогогосподарства».
- Національна юридична академія України ім. Ярослава Мудрого, закінчив навчання в 1998 році.

## Кар'єра
З 1960 року по 1962 рік — працював у колгоспі «Комінтерн» Куликівського району.
Після служби в армії з 1965 року по 1966 рік — працював у тому самому колгоспі.
З 1966 року по 1970 рік — дільничний інспектор Куликівської районної інспекції Держстраху.
У 1970—1971 рр. — слухач курсів підготовки керівник кадрів для колгоспів і радгоспів.
У 1973 році закінчив Одеський фінансово-кредитний технікум за спеціальністю «фінансист». Працював вчителем у Ковчинській загальноосвітній школі.
З 1974 до 1998 працював бухгалтером, головним бухгалтером, заступником голови, головою колгоспу «Комінтерн».
Член ЦК КПУ з жовтня 1993 року.
1-й секретар Куликівського РК КПУ злипня 1994 року.
Автор збірок поезій «Слов'янська віть» (1994), «Пролітали журавлі над Ковчином» (1996), «Нове бачення світу» (2002).

## Політична кар'єра
З 12 травня 1998 року по 14 травня 2002 року — Народний депутат України 3-го скликання, обраний за списком КПУ (№ 70 у списку). Член Комітету з питань культури і духовності. На час виборів — голова правління колективного сільськогосподарського підприємства «Комінтерн» (Чернігівська область, Куликівський район, с. Ковчин). Член КПУ.
Член фракції КПУ травень 1998 року по грудень 1999 року.
Член Комітету з питань культури і духовності з липня 1998 року.
Член фракції СелПУ грудень 1999 року по лютий 2000 року.
Член фракції КПУ з лютого 2000 року.
У 2002 році балотувався в депутати Верховної Ради 4-го скликання, але до парламенту не пройшов. Працює першим секретарем Куликівського райкому КПУ.
Квітень 2002 року кандидат в народні депутати України від КПУ, N 96 в списку. На час виборів:- народний депутат України. Член КПУ.
В останні роки життя був депутатом Куликівської районної ради від КПУ.
Помер 4 січня 2013 року.